# Elecciones regionales de Cojedes de 2021
Las elecciones regionales del Estado Cojedes de 2021 se realizaron el 21 de noviembre de ese año, para elegir al gobernador del Estado, a los 9 alcaldes, 7 diputados al Consejo Legislativo, y los concejales municipales. La gobernadora en ejercicio, Margaud Godoy optó por la reelección pero fue impedida por su partido, el PSUV.
En las elecciones, Alberto Galíndez, gobernador entre 1996 y 2000, y candidato de la Plataforma Unitaria derrotó a la candidata oficialista Nosliw Rodríguez. Esto marcó la primera victoria opositoria en Cojedes en 21 años y el fin de dos décadas de gobiernos consecutivos de tendencia chavista en el estado. La oposición obtuvo también la mayoría en el Consejo Legislativo, con el 70 % de escaños, así como de alcaldías, logrando 6 de 9, incluyendo las alcaldías de San Carlos, Tinaquillo y Tinaco, las tres ciudades más pobladas del estado.

## Candidatos
- Nosliw Rodríguez (Partido Socialista Unido de Venezuela) es diputada a la Asamblea Nacional por Cojedes desde 2016. Fue dirigente de la Juventud del PSUV y una de las parlamentarias más jóvenes. Obtuvo el tercer lugar en las primarias internas del partido a la gobernación, y fue derrotada por la gobernadora Margaud Godoy. No obstante, la dirección nacional del partido la impuso como la candidata, por tanto apoyada por el Gran Polo Patriótico.[1][2]
- Alberto Galíndez (Primero Justicia) fue gobernador de Cojedes entre 1996 y 2000. Fue electo en las elecciones de 1995 y reelecto en los comicios de 1998 por Acción Democrática. Perdió la reelección en las elecciones de 2000 y fue sucesivamente candidato entre 2004, 2008, 2012 y 2017, en las que siempre obtuvo el segundo lugar. En estas elecciones fue apoyado por la Plataforma Unitaria, principal coalición opositora.[3][4]
- Dennis Fernández (Acción Democrática judicializada) fue diputada a la Asamblea Nacional entre 2016 y 2021. Ocupó la segunda vicepresidencia del parlamento entre 2017 y 2018. Fue apoyada por la Alianza Democrática, una coalición compuesta principalmente por partidos opositores menores y partidos judicializados.[5]

## Resultados

### Gobernación
| Candidatos                         | Partido                                    | Votos   | %     | Diputados |
| ---------------------------------- | ------------------------------------------ | ------- | ----- | --------- |
| Alberto Galíndez                   | Mesa de la Unidad Democrática              | 64.932  | 44,16 | 5/7       |
| Alberto Galíndez                   | Movimiento al Socialismo                   | 4.407   | 3,00  | 5/7       |
| Alberto Galíndez                   | Fuerza Vecinal                             | 484     | 0,33  | 5/7       |
| Alberto Galíndez                   | Convergencia                               | 384     | 0,26  | 5/7       |
| Alberto Galíndez                   | Unión y Progreso                           | 329     | 0,22  | 5/7       |
| Alberto Galíndez                   | Movimiento Republicano                     | 264     | 0,18  | 5/7       |
| Alberto Galíndez                   | Alianza del Lápiz                          | 147     | 0,10  | 5/7       |
| Alberto Galíndez                   | Movimiento Centrados en la Gente           | 111     | 0,08  | 5/7       |
| Alberto Galíndez                   | Total                                      | 71.058  | 48,33 | 5/7       |
| Nosliw Rodríguez                   | Partido Socialista Unido de Venezuela      | 46.702  | 31,76 | 2/7       |
| Nosliw Rodríguez                   | Tupamaro                                   | 2.711   | 1,84  | 2/7       |
| Nosliw Rodríguez                   | Tina es I                                  | 2.463   | 1,68  | 2/7       |
| Nosliw Rodríguez                   | Patria Para Todos                          | 729     | 0,50  | 2/7       |
| Nosliw Rodríguez                   | Alianza para el Cambio                     | 696     | 0,47  | 2/7       |
| Nosliw Rodríguez                   | Por la Democracia Social                   | 599     | 0,41  | 2/7       |
| Nosliw Rodríguez                   | Movimiento Somos Venezuela                 | 435     | 0,30  | 2/7       |
| Nosliw Rodríguez                   | Unidad Popular Venezolana                  | 266     | 0,18  | 2/7       |
| Nosliw Rodríguez                   | Movimiento Electoral del Pueblo            | 228     | 0,16  | 2/7       |
| Nosliw Rodríguez                   | Organización Renovadora Auténtica          | 146     | 0,10  | 2/7       |
| Nosliw Rodríguez                   | Total                                      | 54.975  | 37,39 | 2/7       |
| Dennis Fernández                   | Movimiento de Integridad Nacional - Unidad | 6.661   | 4,53  | 0/7       |
| Dennis Fernández                   | Acción Democrática (judicializado)         | 4.021   | 2,73  | 0/7       |
| Dennis Fernández                   | Venezuela Unida                            | 1.699   | 1,16  | 0/7       |
| Dennis Fernández                   | COPEI (judicializado)                      | 1.357   | 0,92  | 0/7       |
| Dennis Fernández                   | Soluciones para Venezuela                  | 1.146   | 0,78  | 0/7       |
| Dennis Fernández                   | Esperanza por El Cambio                    | 1.070   | 0,73  | 0/7       |
| Dennis Fernández                   | Voluntad Popular (judicializado)           | 925     | 0,63  | 0/7       |
| Dennis Fernández                   | Avanzada Progresista                       | 919     | 0,63  | 0/7       |
| Dennis Fernández                   | Unidad Política Popular 89                 | 386     | 0,26  | 0/7       |
| Dennis Fernández                   | Movimiento Ecológico de Venezuela          | 284     | 0,19  | 0/7       |
| Dennis Fernández                   | Primero Venezuela                          | 254     | 0,17  | 0/7       |
| Dennis Fernández                   | Partido Unión y Entendimiento              | 172     | 0,12  | 0/7       |
| Dennis Fernández                   | Prociudadanos                              | 145     | 0,10  | 0/7       |
| Dennis Fernández                   | Cambiemos Movimiento Ciudadano             | 102     | 0,07  | 0/7       |
| Dennis Fernández                   | Bandera Roja                               | 63      | 0,04  | 0/7       |
| Dennis Fernández                   | Total                                      | 19.204  | 13,06 | 0/7       |
| Jonser Montenegro                  | Partido Comunista de Venezuela             | 1.335   | 0,91  | 0/7       |
| Daniel Guerra                      | Nueva Visión para mi País                  | 349     | 0,24  | 0/7       |
| Cruz Quintero                      | Compromiso País                            | 113     | 0,08  | 0/7       |
| Votos válidamente emitidos         | Votos válidamente emitidos                 | 147.034 | 99.26 |           |
| Votos nulos                        | Votos nulos                                | 1.089   | 0.74  |           |
| Total de votos                     | Total de votos                             | 148.123 | 100   |           |
| Votantes registrados/participación | Votantes registrados/participación         | 272.663 | 54.32 |           |
| Fuente: CNE                        |                                            |         |       |           |